# Hemicytherura
Hemicytherura is een geslacht van kreeftachtigen uit de klasse van de Ostracoda (mosselkreeftjes).

## Soorten
- Hemicytherura (Kangarina) abyssicola (Mueller, 1894) Morkhoven, 1963
- Hemicytherura (Kangarina) quellita  (Coryell & Fields, 1937) Morkhoven, 1963 †
- Hemicytherura aegyptica (Hartmann, 1964) Gurney, 1981
- Hemicytherura angusticaudata Hartmann, 1978
- Hemicytherura anomala (Mueller, 1908) Neale, 1967
- Hemicytherura apta Hu, 1976 †
- Hemicytherura arctowski Blaszyk, 1987 †
- Hemicytherura arctowskii Blaszyk, 1987 †
- Hemicytherura asulcata (Veen, 1936) Howe & Laurencich, 1958 †
- Hemicytherura aucklandica Hornibrook, 1952
- Hemicytherura auriculata Ramos, Coimbra, Whatley & Moguilevsky, 1999
- Hemicytherura australis Osorio, 1985
- Hemicytherura austropytta McKenzie, Reyment & Reyment, 1990 †
- Hemicytherura bellezza McKenzie, Reyment & Reyment, 1990 †
- Hemicytherura biannularis Zhao (Yi-Chun) (Quan-Hong) in Wang et al., 1988
- Hemicytherura bisulcata (Veen, 1936) Howe & Laurencich, 1958 †
- Hemicytherura bodjonegoroensis (Kingma, 1948) Hanai, Ikeya & Yajima, 1980 †
- Hemicytherura bradyi (Puri, 1960) Bold, 1966
- Hemicytherura branchae Dingle, 2003
- Hemicytherura bulgarica (Klie, 1937)
- Hemicytherura carmensilvaensis Echevarria, 1987 †
- Hemicytherura cavata (Hu, 1981)
- Hemicytherura cellulosa (Norman, 1865) Hornibrook, 1952
- Hemicytherura chuiensis Kotzian in Bertels, Kotzian & Madeira-Falcetta, 1982
- Hemicytherura clathrata (Sars, 1866) Wagner, 1957
- Hemicytherura cranekeyensis Puri, 1960
- Hemicytherura cuneata Hanai, 1957
- Hemicytherura dageletensis Brouwers, 1994
- Hemicytherura defiorei Ruggieri, 1953
- Hemicytherura delicatula Hornibrook, 1952
- Hemicytherura dichotoma Gruendel, 1968 †
- Hemicytherura disparicaudata Hartmann, 1980
- Hemicytherura elongata Singh & Porwal, 1989 †
- Hemicytherura eretaoi Hu & Tao, 2008
- Hemicytherura fereplana Hornibrook, 1952
- Hemicytherura fulva McKenzie, Reyment & Reyment, 1993 †
- Hemicytherura gravis Hornibrook, 1952 †
- Hemicytherura grossoporata Osorio, 1985
- Hemicytherura hartmanniana Yassini, Jones, King, Ayress & Dewi, 1995
- Hemicytherura hellenica Sissingh, 1972 †
- Hemicytherura hoskini Horne, 1981
- Hemicytherura housengi Hu & Tao, 2008
- Hemicytherura irregularis (Mueller, 1908) Neale, 1967
- Hemicytherura kajiyamai Hanai, 1957
- Hemicytherura kazmaierae Hartmann, 1974
- Hemicytherura kunchiatiena (Hu, 1984)
- Hemicytherura lakeillawarraensis
- Hemicytherura lankfordi Swain & Gilby, 1974
- Hemicytherura lapillata Whatley, Chadwick, Coxill & Toy, 1988
- Hemicytherura lemesuriensis Brouwers, 1994
- Hemicytherura lilljeborgi (Brady, 1880)
- Hemicytherura lingua Hu, 1981 †
- Hemicytherura mackenziei Hartmann, 1978
- Hemicytherura moorei Neale, 1967 †
- Hemicytherura nealei Swain, 1976 †
- Hemicytherura okuboi Kaseda & Ikeya, 2011 in Tanaka et al., 2011
- Hemicytherura pandorae Hornibrook, 1952
- Hemicytherura parvifossata Hartmann, 1974
- Hemicytherura paucialveolata
- Hemicytherura pentagona Hornibrook, 1952
- Hemicytherura perornata Osorio, 1985
- Hemicytherura petheri Dingle, 1993
- Hemicytherura playabonitaensis Echevarria, 1989 †
- Hemicytherura propria Hao (Yi-Chun) in Ruan & Hao (Yi-Chun), 1988
- Hemicytherura pulicopsis Poag, 1972 †
- Hemicytherura quadrazea Hornibrook, 1952
- Hemicytherura ranquelensis Bertels, 1969 †
- Hemicytherura ranunculus Bonaduce, Ruggieri, Russo & Bismuth, 1992 †
- Hemicytherura reeckmanni McKenzie, Reyment & Reyment, 1991 †
- Hemicytherura reticulata Hartmann, 1962
- Hemicytherura rhombea Hu, 1981 †
- Hemicytherura rionegrensis Bertels, 1975 †
- Hemicytherura sablensis Benson & Coleman, 1963
- Hemicytherura sanmatiasensis Echevarria, 1989 †
- Hemicytherura santosensis Swain & Gilby, 1974
- Hemicytherura scaholmensis Mckenzie
- Hemicytherura scutellata (Brady, 1890) Keij, 1954
- Hemicytherura seaholmensis McKenzie, 1967
- Hemicytherura sigmata Whatley, Chadwick, Coxill & Toy, 1988
- Hemicytherura sitakadayensis Brouwers, 1994
- Hemicytherura spinifera Hartmann, 1978
- Hemicytherura splendifera Whatley, Chadwick, Coxill & Toy, 1988
- Hemicytherura stationis (Mueller, 1908) Whatley, Chadwick, Coxill & Toy, 1988
- Hemicytherura stigmata Whatley, Chadwick, Coxill & Toy, 1988
- Hemicytherura subcellulosiformis Ho, Hou & Shi in Hou et al., 1982 †
- Hemicytherura subulata Ahmad, Neale & Siddiqui, 1991 †
- Hemicytherura tricarinata Hanai, 1957
- Hemicytherura trinerva Hu, 1977 †
- Hemicytherura truncata Ciampo, 1976 †
- Hemicytherura unisulcata (Veen, 1936) Ruggieri, 1953 †
- Hemicytherura vandenboldi Luebimova & Sanchez, 1974 †
- Hemicytherura videns (Mueller, 1894) Ruggieri, 1953
- Hemicytherura viedmaensis Echevarria, 1989 †
- Hemicytherura viridiminor Behrens, 1991
- Hemicytherura vokesae Kontrovitz, 1978 †
- Hemicytherura windangensis Yassini & Jones, 1987